# Hypostase
Hypostase (Oudgrieks: ὑπόστασις, hypostasis) is een begrip uit de Griekse filosofie en religie. Oorspronkelijk betekende het als zelfstandig naamwoord zoiets als 'onderstaande', van het werkwoord voor 'ergens onderstaan'. Vandaar ontwikkelde het betekenissen als 'oorsprong', 'substantie' en 'werkelijke aard'.
In de filosofie wordt het begrip voor het eerst gebruikt door de stoïcijnen zoals Posidonius (1e eeuw v.Chr.). Deze gebruikte het voor zijn ontologie. Hij bedoelde er een 'zijnde' mee dat 'werkelijkheid bereikt' had, en dus objectieve realiteit was geworden. Hij stelde dat bijvoorbeeld hagel en regen hypostase hadden, maar een regenboog (een soort projectie) niet. De stoïcijn Cornutus (1e eeuw) gebruikte het theologisch. Oppergod Zeus gold als de vader van allen omdat hij hun hypostase had veroorzaakt. De Romeinse stoïcijn Seneca vertaalde het begrip met substantia ('substantie').
Plato gebruikte het woord niet, maar platonisten van het middenplatonisme namen het over van de stoïcijnen. Omdat de waarneembare werkelijkheid niet als de eigenlijke, hoogste werkelijkheid gold, ontkenden zij dat de waarneembare objecten hypostase hadden. Neoplatonisten zoals Plotinus (vanaf 200) gebruikten hypostase niet heel exact, maar voornamelijk om een werkelijkheid aan te duiden die was veroorzaakt door een hogere oorzaak. Plotinus veronderstelde een hiërarchie van zijnden. Het Ene (to Hen) gold als absolute grond voor alles en was transcendent, dus voorbij hypostase. Tegelijkertijd onderscheidde hij drie oerprincipes van het zijnde, het Ene (Hen), de Geest (Nous) en de Ziel (Psyche). Deze golden vervolgens als eerste hypostasen. Deze vloeien uit in lagere zijnsorden, hypostasen, zonder zelf te verdwijnen. Dit heet emanatie. In het latere neoplatonisme kreeg het begrip ook andere connotaties.
In het hellenistische jodendom werd het begrip overgenomen, zoals bij Philo van Alexandrië (1e eeuw). In de Griekse bijbelvertaling, de Septuaginta, duidt het meestal op een achterliggende werkelijkheid voorbij het waarneembare. In het vroegste christendom komt hypostase in diverse betekenissen voor, maar vanaf de vierde eeuw krijgt het een dogmatische invulling. God wordt voorgesteld als de hypostase, de 'absolute werkelijkheid'. Ook verwijst het naar de 'ware aard' van Jezus Christus. In de vijfde eeuw werd het gangbaar om de drie personen van de Drie-eenheid te beschouwen als hypostasen van God. Het verschil met het neoplatonisme is dat deze hypostasen geen hiërarchie zouden vormen, maar een gelijkwaardige eenheid.
De betekenis van 'onderliggende werkelijkheid' en 'ware aard' heeft hypostase ook binnen gnostische strekkingen. Net als bij het neoplatonisme kan het betrekking hebben op een zijnshiërarchie. Bij de valentinianen is onder andere de pneumatikê hypostasis de 'spirituele werkelijkheid' van de gnosticus, die niet bezoedeld kan worden door de wereld. In de Allogenes wordt een goddelijk wezen, Autogenes, genoemd als de hypostase van het Ene.

## Bron
- Pearson, B.A. 'Hypostasis.' In: The Encyclopedia of Religion. Red. M. Eliade. VI. New York: MacMillan, 1993 (1987), pp. 542–546.

- Bibliothèque nationale de France: cb11979740n (data)
- Gemeinsame Normdatei: 4161136-6